# Liste der Museen im Kreis Lippe
Die Liste der Museen im Kreis Lippe umfasst Museen im Kreis Lippe, die unter anderem die Heimatgeschichte, die Kunstgeschichte und die industrielle Entwicklung zum Schwerpunkt haben.

## Liste
| Bezeichnung                                                               | Ortschaft                        | Typ                                                                                | Bild                                                                      |
| ------------------------------------------------------------------------- | -------------------------------- | ---------------------------------------------------------------------------------- | ------------------------------------------------------------------------- |
| Militärgeschichtliche Sammlung in der Generalfeldmarschall-Rommel-Kaserne | Augustdorf                       | Militärgeschichte                                                                  | Militärgeschichtliche Sammlung in der Generalfeldmarschall-Rommel-Kaserne |
| Heimatmuseum Alverdissen                                                  | Barntrup-Alverdissen             | Kultur- und Heimatgeschichte                                                       | Heimatmuseum Alverdissen                                                  |
| LWL-Freilichtmuseum Detmold                                               | Detmold                          | Bauernhausmuseum, Kultur- und Heimatgeschichte                                     | Freilichtmuseum, Detmold                                                  |
| Lippisches Landesmuseum                                                   | Detmold                          | Naturhistorisches, landesgeschichtliches und archäologisches Museum                | Lippisches Landesmuseum, Detmold                                          |
| Museum für russlanddeutsche Kulturgeschichte                              | Detmold                          | Kulturgeschichte                                                                   | Museum für russlanddeutsche Kulturgeschichte, Detmold                     |
| Klingendes Museum Burg Sternberg                                          | Extertal                         | Instrumentengeschichte                                                             | Burg Sternberg, Extertal                                                  |
| Burgmuseum Horn                                                           | Horn-Bad Meinberg                | Stadt- und Heimatgeschichte                                                        | Burg Horn, Horn-Bad Meinberg                                              |
| Traktorenmuseum Kempen                                                    | Horn-Bad Meinberg-Kempen         |                                                                                    | Traktorenmuseum Kempen, Horn-Bad Meinberg                                 |
| Windmühle Bentorf                                                         | Kalletal-Bentorf                 | Museumsmühle                                                                       | Windmühle Bentorf                                                         |
| Wald- und Forstmuseum Heidelbeck (2023 geschlossen)                       | Kalletal-Heidelbeck              | Forst- und Jagdgeschichte                                                          | Wald- und Forstmuseum Heidelbeck, Kalletal                                |
| Westfälisches Industriemuseum Ziegelei Lage                               | Lage                             | Industriemuseum                                                                    | Westfälische Industriemuseum Ziegelei Lage in Lippe                       |
| Automuseum „D. kleine Lemgoer“                                            | Lemgo-Hörstmar                   | Automobile, speziell Porsche-Sportwagen                                            | Automuseum „D. kleine Lemgoer“, Lemgo                                     |
| Museum Hexenbürgermeisterhaus                                             | Lemgo                            | Stadtgeschichte, Geschichte der Hexenverfolgung, Geschichte von Engelbert Kaempfer | Museum Hexenbürgermeisterhaus, Lemgo                                      |
| Museum Junkerhaus                                                         | Lemgo                            | Leben und Werk des Künstlers Karl Junker                                           | Museum Junkerhaus, Lemgo                                                  |
| Weserrenaissance-Museum im Schloss Brake                                  | Lemgo                            | Weserrenaissance – Kunst- und Kulturgeschichte des 16. und frühen 17. Jahrhunderts | Weserrenaissance-Museum im Schloss Brake, Lemgo                           |
| Dokumentations- und Begegnungsstätte Frenkelhaus                          | Lemgo                            | Geschichte der Juden in Lemgo                                                      | Frenkelhaus, Lemgo                                                        |
| Städtische Galerie Haus Eichenmüller                                      | Lemgo                            | zeitgenössische Kunst                                                              | Galerie Haus Eichenmüller                                                 |
| Ölmühle                                                                   | Lemgo                            | Mühlenmuseum                                                                       | Mühlenmuseum Ölmühle, Lemgo                                               |
| Heimatmuseum Heimathof                                                    | Leopoldshöhe                     | Heimatgeschichte                                                                   | Heimathof                                                                 |
| Heimatmuseum Lügde                                                        | Lügde                            | Heimatgeschichte                                                                   | Heimatmuseum Lügde                                                        |
| Paradiesmühle                                                             | Lügde-Rischenau                  | Mühlenmuseum                                                                       | Paradiesmuehle Rischenau, Lügde                                           |
| Archäologisches Freilichtmuseum Oerlinghausen                             | Oerlinghausen                    | Archäologie und Frühgeschichte                                                     | Archäologisches Freilichtmuseum Oerlinghausen                             |
| Papiermühle Plöger                                                        | Schieder-Schwalenberg            | Technikmuseum                                                                      | Papiermühle Plöger, Schieder-Schwalenberg                                 |
| Robert Koepke Haus                                                        | Schieder-Schwalenberg            | zeitgenössische Kunst                                                              | Robert Koepke Haus, Schieder-Schwalenberg                                 |
| Städtische Galerie                                                        | Schieder-Schwalenberg            | Werke Lippischer Maler                                                             | Städtische Galerie Schwalenberg                                           |
| Dorfmuseum Schlangen im ehemaligen Haus Fischer                           | Schlangen                        | Heimatgeschichte                                                                   | Dorfmuseum im Haus Fischer, Schlangen                                     |
| Schmiede Mötz                                                             | Schlangen                        | Technikgeschichte                                                                  |                                                                           |
| Heimathaus Oesterholz-Haustenbeck                                         | Schlangen-Oesterholz-Haustenbeck | Geschichte des Dorfes Haustenbeck                                                  |                                                                           |
| Rotkreuzgeschichtliche Sammlung in Westfalen-Lippe                        | Schlangen                        | Verbandsgeschichte                                                                 | Rotkreuzgeschichtliche Sammlung in Westfalen-Lippe                        |